# Agia Marina (ort i Grekland)
Agia Marina är en ort i Grekland.   Den ligger i prefekturen Nomós Chaniás och regionen Kreta, i den södra delen av landet, 270 km söder om huvudstaden Aten. Agia Marina ligger 17 meter över havet och antalet invånare är 1 671.
Terrängen runt Agia Marina är platt norrut, men söderut är den kuperad. Havet är nära Agia Marina åt nordost.Runt Agia Marina är det ganska glesbefolkat, med 26 invånare per kvadratkilometer. Närmaste större samhälle är Chania, 9,0 km öster om Agia Marina. 